# Murmidiidae
Murmidiidae – rodzina chrząszczy z podrzędu wielożernych, serii (infrarzędu) Cucujiformia i nadrodziny biedronek.
Takson ten wyróżnił jako pierwszy Pierre Nicolas Camille Jacquelin Du Val w 1858 roku jako Murmidiides. Później nadano mu rangę podrodziny Murmidiinae w obrębie Cerylonidae. W 2015 roku James Robertson i współpracownicy na podstawie wielkoskalowej analizy z zakresu filogenetyki molekularnej wynieśli tę podrodzinę do rangi osobnej rodziny w obrębie nowej nadrodziny Coccinelloidea.
Chrząszcze te mają ciało szerokoowalne do podłużnego. Ich głowa jest głęboko wycofana w przedtułów i opatrzona wyraźnym szwem czołowonadustkowym i poprzecznym żeberkiem potylicznym. W szkielecie wewnętrznym głowy corpotentorium wyposażone jest w wyrostek środkowy. 10-członowe czułki zwieńczone są jednoczłonową buławką. Żuwka wewnętrzna ma na wierzchołku kolec. Panewki bioder środkowej pary odnóży są od zewnątrz zamknięte. Wszystkie stopy są czteroczłonowe. Pierwszy wentryt odwłoka ma linie zabiodrowe i tworzy szeroki wyrostek międzybiodrowy o ściętym wierzchołku. Na odwłoku znajduje się pięć par przetchlinek. Samiec ma asymetryczną fallobazę, wyraźne paramery oraz umiarkowanej długości prącie.
Ciało larw jest szerokoowalne, dyskowate, o prognatycznej głowie całkiem ukrytej pod przedpleczem i pozbawionej oczek. Długie, trójczłonowe czułki opatrzone są narządem zmysłowym dłuższym od ich końcowego członu. Żuwaczki mają dobrze rozwinięte mole, dodatkowy wyrostek po stronie brzusznej i przezroczyste prosteki. Grzbietowe części tułowia i odwłoka mają zwykle ziarenkowaną powierzchnię.
Rodzina ta obejmuje tylko 3 rodzaje:
- Botrodus Casey
- Murmidius Leach
- Mychocerinus Ślipiński